# Nemoria degener
Nemoria degener là một loài bướm đêm trong họ Geometridae.